# Старобазарний сквер
Старобазарний сквер — площа-сквер в Одесі, в центральному районі міста, на перетині Базарної вулиці і проспекту Українських Героїв.

## Історія

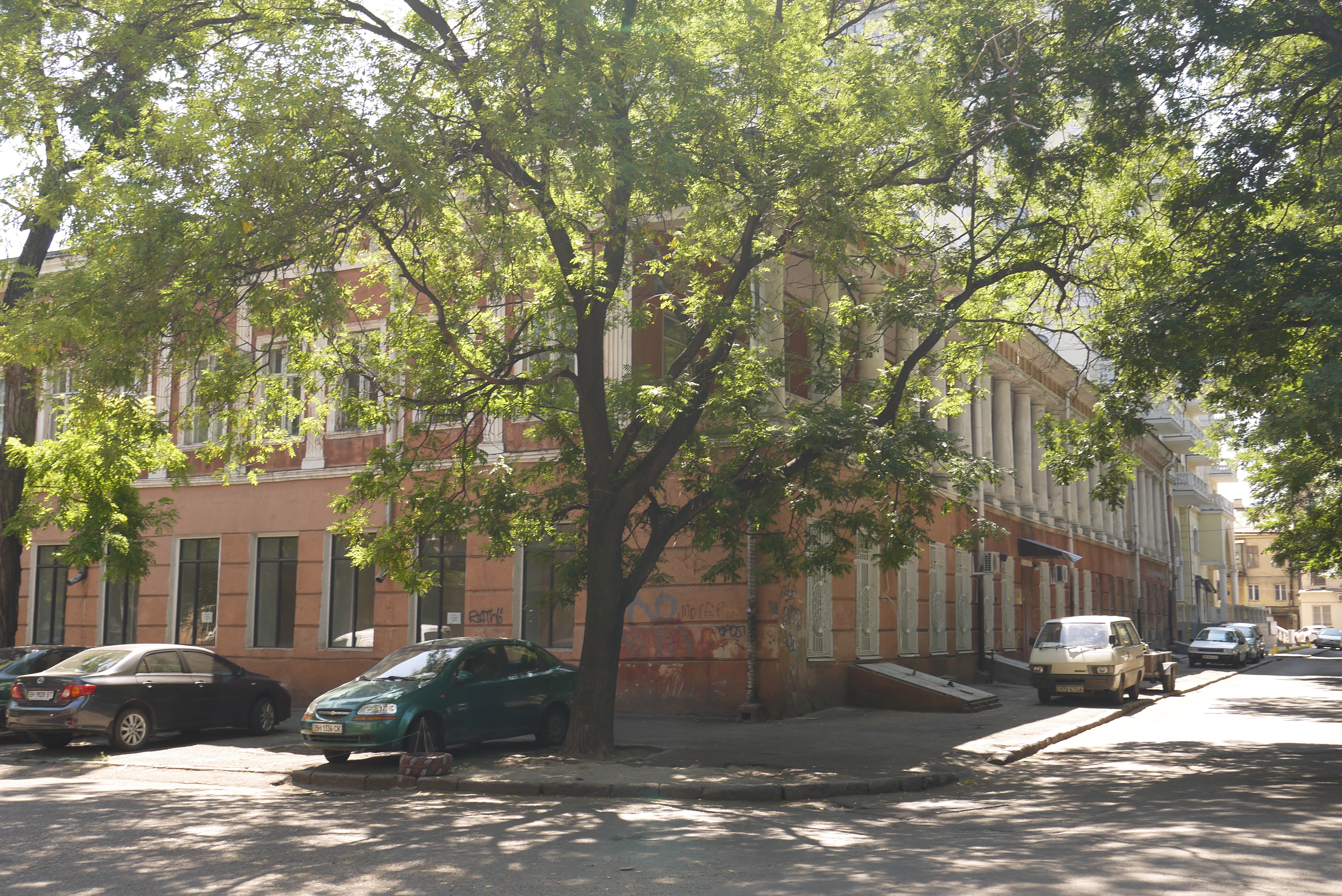
Будинок торгівельних рядів Кумбарі - вид з боку Старобазарної площі

Колишня ринкова площа. У 1830-х роках облаштовувалася архітектором Георгієм Торічеллі.
У довоєнні роки на цій території був влаштований дитячий сквер ім. С. М. Кірова (архітектори Я. С. Гольденберг, Г. Е. Вурзель).

## Пам'ятки

Пам'ятник Антону Головатому

Пам'ятник Антону Головатому (2006, скульптор Токарев А., архітектор Чепелев В. М.)